# Grand Prix Włoch 1975
Grand Prix Włoch 1975 (oryg. Gran Premio d'Italia) – 13. runda Mistrzostw Świata Formuły 1 w sezonie 1975, która odbyła się 7 września 1975, po raz 26. na torze Monza.
45. Grand Prix Włoch, 26. zaliczane do Mistrzostw Świata Formuły 1.

## Klasyfikacja

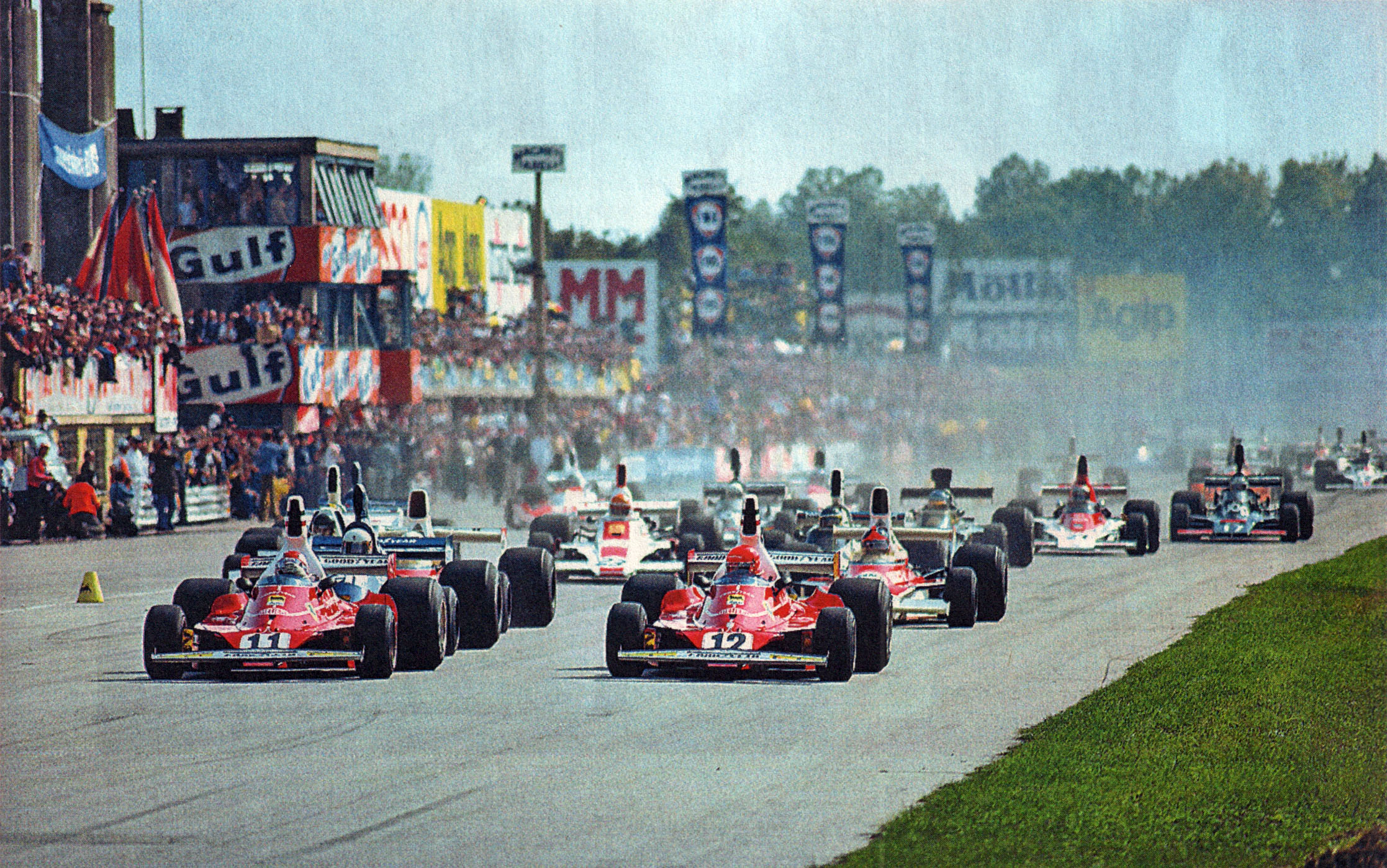
Kierowcy po starcie wyścigu (Clay Regazzoni i Niki Lauda na dwóch pierwszych pozycjach)

| Poz. | Nr. | Kierowca           | Konstruktor     | Okrążeń | Czas/powód NU | Poz. start. | Punktów |
| ---- | --- | ------------------ | --------------- | ------- | ------------- | ----------- | ------- |
| 1    | 11  | Clay Regazzoni     | Ferrari         | 52      | 1:22:42.6     | 2           | 9       |
| 2    | 1   | Emerson Fittipaldi | McLaren-Ford    | 52      | + 16.6        | 3           | 6       |
| 3    | 12  | Niki Lauda         | Ferrari         | 52      | + 23.2        | 1           | 4       |
| 4    | 7   | Carlos Reutemann   | Brabham-Ford    | 52      | + 55.1        | 7           | 3       |
| 5    | 24  | James Hunt         | Hesketh-Ford    | 52      | + 57.1        | 8           | 2       |
| 6    | 16  | Tom Pryce          | Shadow-Ford     | 52      | + 1:15.9      | 14          | 1       |
| 7    | 4   | Patrick Depailler  | Tyrrell-Ford    | 51      | + 1 okrążenie | 12          |         |
| 8    | 3   | Jody Scheckter     | Tyrrell-Ford    | 51      | + 1 okrążenie | 4           |         |
| 9    | 34  | Harald Ertl        | Hesketh-Ford    | 51      | + 1 okrążenie | 17          |         |
| 10   | 25  | Brett Lunger       | Hesketh-Ford    | 50      | + 2 okrążenia | 21          |         |
| 11   | 30  | Arturo Merzario    | Fittipaldi-Ford | 48      | + 4 okrążenia | 26          |         |
| 12   | 32  | Chris Amon         | Ensign-Ford     | 48      | + 4 okrążenia | 19          |         |
| 13   | 6   | Jim Crawford       | Lotus-Ford      | 46      | + 6 okrążeń   | 25          |         |
| 14   | 20  | Renzo Zorzi        | Williams-Ford   | 46      | + 6 okrążeń   | 22          |         |
| NU   | 17  | Jean-Pierre Jarier | Shadow-Matra    | 32      | Pompa paliwa  | 13          |         |
| NU   | 29  | Lella Lombardi     | March-Ford      | 21      | Wypadek       | 24          |         |
| NU   | 10  | Hans Joachim Stuck | March-Ford      | 15      | Wypadek       | 16          |         |
| NU   | 21  | Jacques Laffite    | Williams-Ford   | 7       | Skrz. biegów  | 18          |         |
| NU   | 8   | Carlos Pace        | Brabham-Ford    | 6       | Przepustnica  | 10          |         |
| NU   | 22  | Rolf Stommelen     | Hill-Ford       | 3       | Wypadek       | 23          |         |
| NU   | 2   | Jochen Mass        | McLaren-Ford    | 2       | Wypadek       | 5           |         |
| NU   | 5   | Ronnie Peterson    | Lotus-Ford      | 1       | Silnik        | 11          |         |
| NU   | 23  | Tony Brise         | Hill-Ford       | 1       | Wypadek       | 6           |         |
| NU   | 27  | Mario Andretti     | Parnelli-Ford   | 1       | Wypadek       | 15          |         |
| NU   | 9   | Vittorio Brambilla | March-Ford      | 1       | Sprzęgło      | 9           |         |
| NU   | 14  | Bob Evans          | BRM             | 0       | Elektronika   | 20          |         |
| NZ   | 31  | Roelof Wunderink   | Ensign-Ford     |         |               |             |         |
| NZ   | 35  | Tony Trimmer       | Maki-Ford       |         |               |             |         |